# 金山一彦
金山 一彦（かなやま かずひこ、1967年8月16日 - ）は、日本の俳優、歌手。大阪府出身。身長175cm、血液型A型。株式会社ウィーズカンパニー所属。

## 略歴
大阪市大淀区（現・北区）出身。
高校を中退後、中華料理店で修行したあと上京。芸能界入りのきっかけは、金山が最初に住んだマンションの部屋の下がたまたま吉川晃司の部屋であり、売り込んだ。吉川のマネージャーを介し渡辺プロダクションに所属。同じ時期にプロダクションの養成所に入った湯江健幸（現・湯江タケユキ）、中山秀征と仲良くなり、デビュー前後の10代の頃は三人で遊ぶ機会も多かったが、勝気で喧嘩っ早い同士の金山と湯江が揉めることも頻繁にあったため中山がいつも気を揉んでいたと、のちに中山の持つラジオ番組にゲスト出演した際に語っている。本田理沙の親衛隊にいた事もあり、本田がストーカー被害（家宅侵入）に遭った際、2階の自室の窓から「助けて！」と叫んだところ、親衛隊員2人が肩車で救出した事があったが、そのうちの一人だったという（本田・談）。
1985年、日本テレビのテレビドラマ『気になるあいつ』でデビュー。注目を集め、「POTATO」などのアイドル雑誌のグラビアを飾るようになる。
『シャコタン☆ブギ』、『稲村ジェーン』などの映画に主役・準主役級で出演。テレビドラマでは、『イキのいい奴』シリーズ（NHK）で主演。『おヒマなら来てよネ!』（フジテレビ系）で中山美穂の相手役を務めたことがある。
1990年代半ば以降はチンピラ役でオリジナルビデオの出演やバラエティー番組の出演が主となったが、バイプレーヤーとして映画への出演も地道に行っている。
1995年、吉川晃司の個人事務所セブンスエンタープライズに移籍。
1996年、タレントの芳本美代子と結婚。2001年3月に第一子となる女児が誕生。2006年10月15日放送の『行列のできる法律相談所』に夫婦で再現ドラマに出演した。2013年7月に離婚を発表。
渡辺プロダクションは金山を本格的なロック歌手としても育成しており、デビュー当初からポスト吉川晃司の一人として歌手部門及びアーティスト部門の関連プロダクションに所属、ドラマ撮影の合間にソロでのライブツアーや、渡辺プロダクション系列所属のアン・ルイス、大沢誉志幸、松岡英明、ちわきまゆみらとロックフェスティバルへの出演、自作曲を多数含むソロアルバムのリリースも行った。
後にNATCHIN（元SIAM SHADE）らとバンド「DogsBone」を結成して、ボーカルのKINTAとして活動している。
2012年8月17日にアルバム発売25周年を記念し、山田亘、西嶋正己、矢代恒彦、林部直樹、佐藤公彦ら1987年当時のサポートメンバーと共に高田馬場Club phaseでライブを開催。湯江健幸、松岡英明、大鶴義丹がゲスト出演、吉川晃司作のオリジナル曲を湯江、松岡と演奏するサプライズもあった。

中華料理店での料理人の経験から、芸能人対決の料理番組への出演や料理レシピ本の著作もある。その中でもチャーハンは一番の得意料理であり、金山と親交のある坂上忍は若い頃に金山の自宅で頻繁にチャーハンを作ってもらっており、その味を絶賛している。
2014年8月24日放送の『行列のできる法律相談所』の生放送にて弁護士の大渕愛子との再婚を発表した。
2015年3月26日、大渕との間に長男が誕生する。
2015年5月25日、育児に専念するため同月31日をもって芸能界を引退するとデイリースポーツが報じた。同紙では所属事務所エムズエンタープライズを2015年3月31日付で既に退社しており、5月31日の舞台を最後に引退すると報じられたが、報道当日の自身のブログで、「もし『引退』するなら、報道がある前にブログやら何かで自分で言いますよ。数ケ月『育児休暇』取らせて頂きますが、引退はありません」と報道を否定した。
2016年12月6日、大渕との間の第2子にあたる次男が誕生。
2020年7月30日、腸ヘルニアで入院し、31日に手術を受ける。8月1日、退院。

## 出演

### テレビドラマ
- 気になるあいつ（1985年、日本テレビ）
- 早春物語（1986年、TBS）
- 春一番が吹くまで（1986年、フジテレビ）
- イキのいい奴（1987年、NHK総合）
- おヒマなら来てよネ!（1987年、フジテレビ）
- 続・イキのいい奴（1988年、NHK総合）
- 大河ドラマ（NHK総合）
  - 翔ぶが如く（1990年） - 西郷小兵衛
  - 琉球の風（1993年） - 尚豊
  - 龍馬伝（2010年） - 井上佐一郎
  - 江〜姫たちの戦国〜（2011年） - 福島正則
- 外科医有森冴子 第1シリーズ 第3話「花嫁の乳房」（1990年、日本テレビ）
- 愛してるよ!先生（1990年、TBS）
- 向田邦子新春シリーズ『女正月』（1991年、NHK総合）
- 世にも奇妙な物語『仙人』（1991年、フジテレビ）
- 月曜ドラマスペシャル『スキャンダルを追え』（1991年、TBS）
- 腕におぼえあり（1992年、NHK） - 新吉
- 大人は判ってくれない『自転車泥棒』（1992年、フジテレビ）
- 金曜ドラマシアター『新宿サラ金物語』（1992年、フジテレビ）
- 教師夏休み物語（1992年、日本テレビ系）
- みんな夢の中・ある偽ハマクラ伝（1992年、関西テレビ）
- あの日の僕をさがして（1992年、フジテレビ） - 伊藤隆
- 彼女の嫌いな彼女（1993年、日本テレビ）
- ポケベルが鳴らなくて（1993年、日本テレビ） - 木戸耕一
- 土曜ドラマ（NHK）
  - 愛が聞こえますか（1993年） - 沖田清次
  - サギデカ 第1回「名前のない男」（2019年8月31日） - 三島和敏[13]
- 泣きたい夜もある（1993年、毎日放送）
- 秋の駅（1993年、フジテレビ）
- 代紋TAKE2シリーズ（1993〜1997年、日本テレビ） - 森下晶
- 名奉行 遠山の金さん 第7シリーズ 第7話「投げ縄殺人!忍びをあやつる男」（1995年、テレビ朝日） - 友吉
- 金曜エンタテイメント『橋の雨』（1996年、フジテレビ）
- ちいさな大冒険（1996年、NHK）
- 恋、した。 第2話「モスコミュールが好きな女」（1997年、テレビ東京）
- チョコレート革命（1998年、NHK）
- 火曜サスペンス劇場（日本テレビ系）
  - 「過失致死」（1998年）
  - 「小京都ミステリー29」（2001年） - 広瀬忠彦
- 美少女H 最終回スペシャル（1999年、フジテレビ系）
- 剣客商売 第2シリーズ 第4話「婚礼の夜」 （2000年、フジテレビ） - 浅岡鉄之助
- 別れる2人の事件簿 第9話（2000年、テレビ朝日）
- 陰陽師（2001年、NHK総合） - 疾風
- D-girls（2001年、テレビ東京）
- 月曜ミステリー劇場（TBS）
  - 「陰の季節3」（2001年） - 柳一樹
  - 「第三の時効」（2003年） - 宮嶋刑事
- 緊急ドラマスペシャル　よど号ハイジャック事件 (2002年9月23日、日本テレビ) - 田中義三
- 私立探偵 濱マイク 第11話（2002年、読売テレビ）
- シンシア 〜介助犬誕生ものがたり〜（2003年5月5日、毎日放送） - 木村佳友
- 水曜プレミア つぐない（2004年6月30日、TBS） - 良介
- こちら本池上署（2004年、TBS系） - 沢田章二
- anego[アネゴ] 第2話（2005年、日本テレビ） - 溝口敏行
- 土曜ワイド劇場（テレビ朝日）
  - 「殺人被害者の妻」（2005年） - 向井稔
  - 「火災調査官・紅蓮次郎7」（2007年） - 岩永勤
  - 「温泉 (秘) 大作戦7」（2009年） - 飯倉靖男
  - 「炎の警備隊長・五十嵐杜夫8」（2010年1月） - 大神三郎
  - 「さすらいの女弁護士 山岸晶」（2010年7月） - 橘亮一
  - 「法医学教室の事件ファイル31」（2010年9月）
  - 「ヤメ検の女2」（2011年2月） - 三井大介警部
  - 「鉄道捜査官12」（2011年4月） - 佐伯弘輝
  - 「救急救命士・牧田さおり8（2011年8月） - 佐々木文明
  - 「大崎郁三の事件散歩」（2012年6月） - 村上達也
  - 「再捜査刑事・片岡悠介5」（2013年7月） - 宮坂勇
  - 「拘置所の女医2」（2013年8月） - 荒木哲也
  - 「ショカツの女8」（2013年12月） - 高野秀一
  - 「100の資格を持つ女〜ふたりのバツイチ殺人捜査〜10」（2015年10月） - 刈谷裕介
  - 「警視庁捜査一課長〜ヒラから成り上がった最強の刑事!5」（2015年10月） - 東条克典
  - 「温泉 (秘) 大作戦18」（2016年） - 岡林博司 役
- 人生はフルコース（2006年、NHK総合）
- 月曜ゴールデン（TBS）
  - 「離婚妻探偵」（2006年） - 遠山隆文
  - 「弁護士高見沢響子(9)」（2008年5月12日） - 楠本和彦
  - 「探偵 左文字進14」（2010年4月5日） - 山科伊佐夫
  - 「駅弁刑事・神保徳之助4」（2010年5月3日） - 重村幸一
  - 「万引きGメン・二階堂雪(19)」〜カリスマ風水師・死を呼ぶアクセサリー（2010年5月31日） - 宮本昌彦
  - 「警部・柘植京介」（2010年9月13日） - 野沢
  - 「新・示談交渉人 裏ファイル2」（2012年8月13日） - 金川健啓
  - 「芸者弁護士 藤波清香」（2014年6月23日） - 田所刑事
- 地獄少女（2006年、日本テレビ） - 稲垣隆史
- 家族善哉（2006年、TBS） - 佐伯圭助
- 新春ワイド時代劇（テレビ東京）
  - 徳川風雲録 八代将軍吉宗（2008年1月2日） - 毛利小平太
  - 信長燃ゆ（2016年1月2日） - 滝川一益
- 仮面ライダーキバ（2008年、テレビ朝日系） - 嶋護
- ありがとう、オカン（2008年、関西テレビ）
- 水曜ミステリー9（テレビ東京）
  - 「松本清張特別企画・不在宴会-死亡記事の女」（2008年2月20日） - 向井（スナックのマスター）
  - 「銀座高級クラブママ 青山みゆき3 赤いバラの殺人予告」（2008年7月23日） - 水谷俊作
  - 「松本清張生誕100年特別企画・黒の奔流」（2009年3月4日） - 風間隆一
  - 「森村誠一サスペンス 刑事の証明3」（2012年5月23日） - 西原靖
  - 「刑事吉永誠一 涙の事件簿10 沈黙の宴」（2012年10月17日） - 瀬良昌孝
  - 「トカゲの女 警視庁特殊犯罪バイク班」（2014年11月26日） - 吉田誠
  - 「信州山岳刑事 道原伝吉3」（2015年4月8日） - 亀崎貞夫
- 4姉妹探偵団 第7話（2008年2月29日、テレビ朝日）  - 風野明
- 7人の女弁護士 第7話（2008年5月、テレビ朝日） - 吉岡一郎
- 相棒 season 7 第7話（2008年12月、テレビ朝日） - 野村修司
- リセット 第3話（2009年、日本テレビ） - 高倉刑事
- サギ師リリ子（Lドラ、2009年3月、テレビ東京） - 成宮リキ
- おみやさん第6シリーズ第15話（2009年3月19日、テレビ朝日） - 高見沢徹
- かりゆし先生ちばる!（2009年6月29日 - 、テレビ東京） - 高野源
- コールセンターの恋人（2009年7月、テレビ朝日） - 村松浩介
- アンタッチャブル〜事件記者・鳴海遼子〜 第6話ゲスト （2009年11月、テレビ朝日）  - 薮谷議員
- その男、副署長 第3シリーズ 第10話（2009年12月、テレビ朝日） - 苅部誠
- 金曜プレステージ（フジテレビ）
  - 「名司会者・寿鶴子 殺人スピーチ3」（2007年） - 麻生靖夫
  - 「山村美紗サスペンス 赤い霊柩車25」（2010年） - 岡田寿夫
  - 「西村京太郎サスペンス 十津川刑事の肖像3」（2010年） - 八木刑事
  - 「外科医 鳩村周五郎9」（2012年） - 松川重雄
  - 「小京都連続殺人事件×外科医 鳩村周五郎」（2013年） - 谷川孝夫
- チェイス〜国税査察官〜 第5話（2010年5月15日、NHK） - 誘拐犯
- 警視庁継続捜査班 第7話（2010年9月2日、テレビ朝日） - 竹原
- 歌セラ 第8回「BLeeeeN」（2010年10月 - 、TUY・TBC・HBCほか） - 全回の語り 担当
- 検事・鬼島平八郎（2010年、テレビ朝日） - 小石川悟
- 水戸黄門第42部 第4話「剣に勝つ、医は仁術 -高田-」（2010年11月1日、TBS） - 早川京之進
- モリのアサガオ 第9話（2010年12月13日、テレビ東京） - 医者
- 〈SEE EGGs〉ガッツポーズ!〈DO!深夜〉「クレーム美容室」（2011年2月20日、フジテレビ） - 美容院の店長
- テレビ東京ドラマスペシャル
  - 風の少年〜尾崎豊 永遠の伝説〜（2011年3月21日、テレビ東京） - 教師
  - 卒業ホームラン（2011年3月23日、テレビ東京）
  - 明日をあきらめない…がれきの中の新聞社〜河北新報のいちばん長い日〜（2012年3月4日、テレビ東京） - 中島英一
- ブルドクター 第1話（2011年7月6日、日本テレビ） - 田口貢
- 名探偵コナン 工藤新一への挑戦状（2011年7月7日 - 9月29日、読売テレビ） - 森亜正義
- 京都地検の女 第7シリーズ 第7話（2011年9月1日、テレビ朝日） - 高井和馬
- 陽はまた昇る 第8話（2011年9月8日、テレビ朝日） - SIT隊員
- QP 第7話（2011年11月16日、日本テレビ） - 沢村刑事
- 七人の敵がいる!〜ママたちのPTA奮闘記〜（2012年4月2日 - 、フジテレビ系） - 村辺恒夫
- ATARU 第2話（2012年4月22日、TBS） - 増本治
- 悪夢のドライブ（2012年4月28日 - 、BS朝日） - 石嶺静
- STAND UP!ヴァンガード （2012年5月3日、テレビ東京） - 三浦滋彦
- 三毛猫ホームズの推理 第7話（2012年5月26日、日本テレビ） - 鮫田悠一
- 好好!キョンシーガール〜東京電視台戦記〜（2012年10月12日 - 、テレビ東京） - 川島海吉
- 赤川次郎原作 毒〈ポイズン〉 第12話（2012年12月20日、読売テレビ） - 柴田宏
- 大岡越前（2013年、NHK BSプレミアム） - 筧甚内
  - 大岡越前スペシャル〜大波乱!宿命の白洲〜（2023年、NHK BS・NHK BSプレミアム4K）[14]
  - 大岡越前7（2024年、NHK BS・NHK BSプレミアム4K）[15]
  - 大岡越前8（2025年、NHK BS・NHK BSプレミアム4K）[16]
- ウルトラマンギンガ（テレビ東京） - 山田
  - 第1話「星の降る町」（2013年7月10日）
  - 第2話「夏の夜の夢」（2013年7月17日）
  - 最終話「きみの未来」（2013年12月18日）
- 刑事吉永誠一 涙の事件簿 （2013年10月11日 - 12月13日、テレビ東京） - 塚田篤志
- Y・O・U やまびこ音楽同好会（2013年11月30日、関西テレビ）
- なぞの転校生（2014年1月10日 - 3月29日、テレビ東京） - 坂井銀次
- 博多ステイハングリー（2014年4月2日 -、テレビ西日本） - 槙野定之
- 極悪がんぼ 第10話（2014年6月16日、フジテレビ） - 伊香佐間太郎
- ペテロの葬列（2014年7月14日 - 9月15日、TBS） - 山藤
- 学校のカイダン（2015年1月10日 - 3月14日、日本テレビ） - 星流也
- Messiah メサイア -影青ノ章-（2015年2月20日 - 3月27日、TOKYO MX） - 我妻鉱太郎
- 科捜研の女 SEASON 15 第12話「殺しのナンバー」（2016年2月18日、テレビ朝日） - 海老原邦夫
- BARレモン・ハート SEASON2 第22話（2016年8月29日、BSフジ） - 沢村
- 石川五右衛門 第2話（2016年10月21日、テレビ東京） - 市原九太夫
- 猫忍（2017年1月 - 3月、東名阪ネット6他） - 榊半蔵
- 三匹のおっさん3〜正義の味方、みたび!!〜（2017年、テレビ東京） - 近藤和也
- 定年女子（2017年、NHK BSプレミアム） - 岡崎達也
- 日曜ワイド 「検事・朝日奈耀子19」（2017年、テレビ朝日） - 梶野修一
- スペシャルドラマ 必殺仕事人（2018年） - 欣三
- 月曜名作劇場 はぐれ署長の殺人急行3（2018年、TBS） - 相沢正彦
- 日曜プライム 終着駅シリーズ32（2018年、テレビ朝日） - 多田圭一郎
- 刑事7人 シーズン4 第6話「白骨死体にスキャンダル!? 胃の中からのメッセージ!!」（2018年8月15日、テレビ朝日） - 前橋晃
- 金曜プレミアム 剣客商売 (テレビドラマ)（2018年12月21日、フジテレビ） - 益田忠六
- やじ×きた 元祖・東海道中膝栗毛 第1話「俺は喜多さん、お前は弥次さん」（2019年4月6日、BSテレ東） - 芋七
- 大富豪同心 第7回「一万両の長屋!」（2019年6月21日、NHK BSプレミアム） - 草津屋治郎兵衛
- 警視庁ゼロ係〜生活安全課なんでも相談室〜 SEASON4 第3話（2019年8月2日、テレビ東京） - 中谷恭一
- ランウェイ24 第4話（2019年8月10日、テレビ朝日 / 2019年8月11日、朝日放送） - 村沢教官
- さすらい署長 風間昭平14（2019年11月4日、テレビ東京） - 山住徹
- IP〜サイバー捜査班（2021年7月1日 - 9月16日、テレビ朝日） -河原町燦丞
- 月曜プレミア8 （テレビ東京）
  - 今野敏サスペンス 憐情 警視庁強行犯係・樋口顕（2022年2月7日） - 佐川蓮
  - 再雇用警察官4（2022年7月4日） - 池ノ上祥一
- 超人間要塞 ヒロシ戦記（2023年2月、NHK総合）- 餃子の女豹 店長
- 旅人検視官 道場修作「庄内・湯野浜温泉殺人事件」（2023年12月17日、BS日テレ） - 水元洋一郎[17]
- Qrosの女 スクープという名の狂気（2024年10月7日 - 12月9日、テレビ東京） - 店主 役[18]
- 花のれん（2025年3月8日、テレビ朝日） - 杉田 役[19]
- I, KILL（2025年5月18日 - 6月22日、WOWOW） - 仁志 役[20]
- 看守の流儀（2025年6月21日、テレビ朝日） - 刑務官 役

### 映画
- シャコタン☆ブギ（1987年） - ハジメ
- フリーター（1987年） - 石巻健次
- Peach どんなことしてほしいのぼくに（1989年 Epic ソニー） - キンタ（岡村靖幸の友人）
- 稲村ジェーン（1990年） - マサシ
- ザ・中学教師（1992年） - 米倉達
- 帰って来た木枯し紋次郎（1993年） - 弁天の小平次
- これがシノギや!（1994年） - 高槻幹也
- 新・悲しきヒットマン（1995年） - 高山勇二
- ふうせん2（1995年） - 木場五郎 ※音楽も担当
- 犯人に願いを!（1995年） - 加藤弘
- 無頼平野（1995年） - 尾瀬
- 迅雷 組長の身代金（1996年） - ケン
- 極道の妻たち 決着（1998年） - 徳田甫
- 激しい季節（1998年） - 小野寺武
- ねじ式（1998年） - 木本
- カンゾー先生（1998年）
- 野獣の肖像（1998年） - 金田勝人
- チンパオ 陳宝的故事（1999年） - 堀軍曹
- 必殺! 三味線屋・勇次（1999年） - 才蔵
- おしまいの日（2000年） - 間俊彦
- Lost Angels（2000年）
- 弱虫（チンピラ）（2000年） - 緑川真治
- 天国から来た男たち（2001年） - 杉森弘治
- 少女 an adolescent（2001年） - 寺岡
- およう（2001年） - 梅原北明
- 光の雨（2001年） - 三橋信之
- 棒 Bastoni（2002年） - 清水
- T.R.Y.（2003年）
- 首領への道 劇場版 前・後編（2003年、村上劇画プロ、シネマ・クロッキオ） -島田組組員 根来浩次
- 極道はクリスチャン/修羅の抗争（2004年）- 富岡祐介
- デビルマン（2004年） - 青山
- るにん（2004年）
- 渋谷物語 （2005年） - 庄田勝
- 戦 IKUSA（2005年） - 新堂新作
- 空を飛んだオッチ（2005年） - 金由
- 長い散歩（2006年）
- 北辰斜にさすところ（2007年）
- やる気まんまん（2007年） - 指オット
- 太陽が弾ける日（2007年） - BAGGY
- 丘を越えて（2008年）
- 劇場版 仮面ライダーキバ 魔界城の王（2008年） - 嶋護
- 交渉人 THE MOVIE タイムリミット高度10,000mの頭脳戦（2010年2月11日公開、東映） - 谷村和男
- 書道ガールズ!! わたしたちの甲子園（2010年5月15日）
- 少女たちの羅針盤（2011年5月14日） - 武本正弘
- ロスト ハーモニー／Lost Harmony （2011年） - 中川和雄
- 裸のいとこ（2013年）
- メンゲキ!（2012年） - 間野甘太郎 / 企画も担当
- 名無しの十字架（2012年）
- タイガーマスク（2013年）
- Messiah メサイア -漆黒ノ章-（2013年） - 我妻絋太郎
- 小川町セレナーデ（2014年10月4日）
- 本のゆがみ（2015年、草苅勲監督）
- コープスパーティー（2015年） - 鬼碑忌コウ
- Messiah メサイア -深紅ノ章-（2015年10月17日） - 我妻絋太郎
- 猫忍（2017年公開） - 榊半蔵
- あの日の伝言（2018年5月26日公開　アイオイチャンネル） - 若村　剛
- Fukushima 50（2020年） - 五十嵐則一（福島第一原発 復旧班電源チーム）

### Vシネマ
- ヘイ!オイラーズ〜甦るスカイライン神話〜（1991年、小林広司監督） - 主演・ケンジ
- F・ヘルス嬢日記（1996年、東映ビデオ） - 英介（電気工）
- 極道の血 いわしたれ!（1997年） - 主演・島村剛吉
- 新 銀鮫 六本木金融伝説（2000年） - ケンちゃん（債権回収人）
- 示談屋（2000年、ミュージアム） - 三蛇組若頭 黒崎
- 悲しきヒットマン 蒼き狼（2001年） - 龍神会組員 イサミ
- 実録・絶縁（2001年） - 三代目山王会若頭補佐 武田組組長 武田力也
- 続・広島やくざ戦争 流血!第三次抗争勃発!（2001年）- 三代目共雄会幹部 森口篤
  - 新・広島やくざ戦争 武闘派列伝 伝説の広島極道 山上功治の生涯（2002年）- 岡島組組員 マルタニ
- 岸和田少年愚連隊 カオルちゃん最強伝説 EPISODE 2 ロシアより愛をこめて（2002年） - チュー太
- 修羅のみち（2002年） - 黒田組幹部 広川強
  - 修羅のみち3 広島・四国全面戦争（2002年）
  - 修羅のみち4 北九州代理戦争（2002年）
- 首領の女（2002年）全3作 - 坂口組藤堂組桐野組幹部 勝浦豊
- 実録・柳川組 大阪戦争百人斬り（2002年） - 刑事（下関）
- 実録・義戦 高松ヤクザ戦争（2003年） - 親道会 吉良正人
- 新・日本の首領 - 上村組組員 平岡貞夫
- 誇り高き野望 1 - 6話（2005年 - 2006年 アネック） - 森田組直参砂川組 小野寺慶策
- 実録・不退の松葉 完結編（2006年） - 猪狩勇（後の藤友連合会初代会長/松葉会会長補佐）
- 首領がゆく シリーズ（2006年）全3作 - 真侠組真虎会 宇佐美真吾
- 実録・新選組（2006年）
- 実録・九州やくざ抗争 誠への道（2006年）全2作 - 村富一家組員 毛利憲一（→二代目村富一家若頭→二代目村富一家本部長）
- 殺戮の応酬（2007年） - 河合啓二
- ビジネスマン必勝講座 ヤクザに学ぶ指導力（2007年）第四話「ハードボイルド・ダンディー」 - マスター
- 太陽が弾ける日（2008年）全2作 - BAGGY
- 獅子の叫び（2012年） - 殺し屋 北條（元・科捜研のエース）
- むこうぶち10 高レート裏麻雀列伝 裏ドラ（2012年、オールインエンタテインメント） - 近藤勘太（屋台のラーメン屋）
- 伝説になった男たち（2012年、オールインエンタテインメント）
- 不動の仁義（2013年） - 野沢組組長 野沢俊介
- 極サギ1 - 4（2014年 - 2015年）全4作 - 宇田川（元・黒龍会）
- 日本統一33・34（2019年） - 刑事

### テレビアニメ
- へうげもの（2011年6月、NHK BSプレミアム） - 上田左太郎[21]

### バラエティ番組
- 日本史サスペンス劇場（日本テレビ） - 日本左衛門 役

他多数

### 配信ドラマ
- 仮面ライダーリバイス The Mystery（2022年1月30日 - 2月27日、TELASA） - 花輪真蔵[22]

### その他
- GAORA開局20周年特別番組 頑張れ、ひーやん!〜一打に懸ける野球への想い〜（2010年、GAORA） - ナレーション担当
- 天下一品物語 〜すべては屋台から始まった〜（2011年1月17日、毎日放送） - 木村勉 役

### CM
- 日清食品「日清ラ王」（1992年） - 赤井英和と共演

### 舞台
- 吉本百年物語 これで誕生! 吉本新喜劇（2012年10月、なんばグランド花月） - 笑福亭松之助
- 舞台 華の天羽組 -天京戦争編-powered byヒューマンバグ大学（2023年12月9日 - 17日、品川プリンスホテル クラブeX） - 天羽桂司[23]

## 作品

### アルバム
- FISH（1987年　CBS SONY　32DH-771）

- 彼女にしたい（1988年　CBS SONY 32DH-5163）

### シングル
- 彼女にしたい c/w Night Bus（1988年　CBS SONY 10EH-3124）

## 書籍
- 金山一彦流チャーハンの極意&おかずの素スペシャル（2009年2月27日 実業之日本社）

## 受賞歴
- 第17回ヨコハマ映画祭助演男優賞 - 『無頼平野』『新・悲しきヒットマン』での演技に対して